# Składowisko odpadów „Łubna”
Składowisko odpadów „Łubna” – największe w Polsce składowisko odpadów, (nazywane przez miejscową ludność Złotą Górą) działające w latach 1978-2011. Znajduje się na terenie wsi Łubna, w województwie mazowieckim, w powiecie piaseczyńskim, w gminie Góra Kalwaria. Trafiała tu ponad jedna trzecia warszawskich odpadów komunalnych, czyli około 250 tys. ton rocznie. Obecnie wysypisko, nazwane „Łubna I”, podlega rekultywacji, m.in. formowaniu góry śmieci. Część składowiska została obsiana trawą. Wdrożona jest instalacja jego odgazowania.